# Jacques McClendon
Pour les articles homonymes, voir McClendon.
(en) Statistiques sur pro-football-reference
Jacques Rashaud McClendon (né le 10 décembre 1987 à Cleveland) est un joueur américain de football américain. Il joue actuellement avec les Falcons d'Atlanta.

## Carrière

### Université
McClendon entre à l'université du Tennessee, jouant pour l'équipe de football américain de l'établissement, les Volunteers.

### Professionnel
Jacques McClendon est sélectionné au quatrième tour du draft de la NFL de 2010 par les Colts d'Indianapolis. Pour sa première saison en professionnel (rookie), McClendon entre au cours de quatre matchs sur la pelouse pour les Colts.
En 2011, il est libéré par Indianapolis et intègre, peu de temps après, l'équipe d'entraînement des Lions de Détroit. Il est libéré l'année suivante, joue un peu avec les Steelers de Pittsburgh avant de rejoindre les Falcons d'Atlanta durant la saison 2012.